# 鄧愈

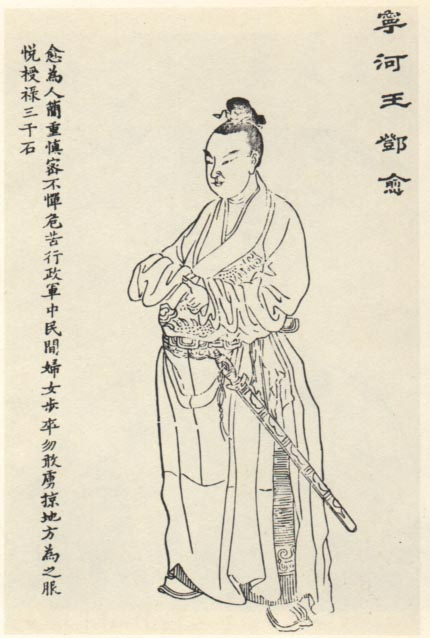
鄧愈

鄧 愈（とう ゆ、後至元3年（1337年）- 洪武10年11月9日（1377年12月9日））は、明朝開国の功臣。泗州虹県（現在の安徽省宿州市泗県）の出身。元の名は鄧友徳といったが、後に朱元璋によって改名された。

## 朱元璋に出会うまで
父の鄧順興は臨濠（安徽省滁州市鳳陽県）で元軍との戦いで戦死した。父の後を兄の鄧友隆が継いだが、病死したため至正12年（1352年）、16歳（年齢は数え年、以下同じ）の時、鄧愈が継ぐことになった。鄧愈は常に軍の先頭に立って敵陣に攻め入ったため、皆その勇気に感服していたという。

## 朱元璋軍への参加
至正13年（1353年）、朱元璋が長江北方にある滁陽（安徽省滁州市）で蜂起した際、鄧愈はこの軍に参加し、管軍総管の地位をもらった。そして至正15年（1355年）、朱元璋軍に従軍して長江を渡り、集慶（江蘇省南京市）占領に貢献した。さらに至正16年（1356年）、朱元璋は徐達を大将軍として主軍を預け、周辺都市を攻略した。鄧愈は別働隊として広徳（安徽省宣城市広徳市）を攻略し、その功で広興翼元帥に昇進した。

## 別働隊の指揮
鄧愈は広徳の守備を任される。そこを謝再興率いる元軍が攻めるが、元軍は大敗し、総管の武世栄とその部下1000人が捕虜となった（元軍といっても、その大半は民間武装組織を元朝が公認したものにすぎなかったので、より強い組織になびくことは珍しくなかった）。至正17年（1357年）、鄧愈は捕虜を自軍に組み込んで宣州に移動し、胡大海と共に徽州の績渓（安徽省宣城市績渓県）・歙（安徽省黄山市歙県）を攻略した。その功で枢密院判官に任じられ、その守備を任された。

## 苗族の支配
同年、元軍は苗族将軍の楊完者（ヤン・オルジョイ）に兵10万を与えて徽州の奪還を試みる。徽州の守備兵は必ずしも強くなかったが、鄧愈はこれを激励し、何とか持ちこたえた。その間に味方の胡大海の軍が到着し、元軍を挟撃して破った。鄧愈はさらに追撃し、休寧（安徽省黄山市休寧県）・婺源（江西省上饒市婺源県）を奪って兵3000を獲得し、さらに高河にある敵の基地を落とした。
さらに至正18年（1358年）、李文忠・胡大海と共に、遂安を攻略し、長槍帥の余子貞を破った。さらに北上して淳安・建徳を奪った。楊完者は反撃を試みるが、かえって破れ、李副枢が捕虜となり、渓洞で兵30000が降伏した。その翌月、烏竜嶺で楊完者の主軍を破った。その後は朱元璋の下に戻され、再び枢密院の職を勤めた。なお、楊完者が率いる苗族の軍は素行が悪かったため、その後、元朝に依頼された張士誠に滅ぼされ、残った苗族の多くは朱元璋軍に組み込まれたという。
至正20年（1360年）、西の大軍閥の陳友諒と朱元璋軍の決戦が始まる。この戦いの中で、陳友諒配下で撫州を守る鄧克明が朱元璋に降伏を申し出る。鄧愈は、この降伏が敵の策略であるという情報を掴み、夜を徹して200里（約100km）を駆け走り、夜明けに到達してこれを報告し、鄧克明は逃走した。鄧愈は自軍に軍紀を厳守するよう命じ、撫州を平定した。さらに陳友諒の部下で、丞相を務める胡廷瑞が降伏し、竜興路（江西省南昌市）が朱元璋軍の支配下となり、名を洪都府と改められた。鄧愈は江西行省参政守に任ぜられ、降伏した祝宗・康泰を部下とした。
ところが祝宗・康泰はその待遇に不満を持ち、徐達と共に武昌（湖北省鄂州市鄂城区）攻略に加わるものの、反乱を起こした（祝宗・康泰もまた、苗族だったらしい）。彼らは船で女児港から取って返し、夜に洪都府を攻撃した。鄧愈は側近数十騎を引きつれ逃走するが、そのほとんどが討たれてしまい、最後には養子の馬を譲り受け、命からがら応天府に逃げ込んだ。朱元璋はすぐに徐達に軍を返すように命じ、鄧愈・朱文正と共にこれを鎮圧させた。

## 鄱陽湖の戦いと掃討戦
その翌年の至正23年（1363年）、陳友諒は兵60万を従えて、大船団で洪都府を攻撃する。いわゆる鄱陽湖の戦いである。陳友諒は洪都府を数百重に包囲した。鄧愈は洪都府の撫州門を守備した。陳友諒は自ら軍を指揮して城壁を破壊するが、鄧愈はこれを修復しつつ防戦にあたった。陳友諒軍の攻撃はますます激しくなり、3カ月にもおよんだ。その後、ようやく朱元璋が援軍にかけつけ、陳友諒軍を破り、さらに敵の本拠地武昌まで落とした。
鄧愈は鄱陽湖南部にある旧陳領の平定を命じられた。鄧克明の弟の鄧志清が兵2万を率いて永豊（江西省吉安市永豊県）を守備していたが、鄧愈はこれを撃破、将軍級の武将50余名を捕虜とした。さらに常遇春に従って沙坑（江西省吉安市新幹県七琴鎮沙坑村）・麻嶺（江西省撫州市南城県）にある敵拠点を平定、さらに兵を進めて吉安（江西省吉安市）・贛州（江西省贛州市）を下した。その功で、至正24年（1364年）、28歳という諸将と比べても異例の早さで江西行省右丞に昇進する。

## 襄陽での統治
鄧愈は応対が細心で、苦労をいとわず、兵に対して厳粛であり、降伏した相手には寛容であったという。判官の潘枢が、兵卒が略奪行為をしていると訴えたときには、鄧愈は驚いて陳謝し、すぐに略奪者を探し出し懲罰を与えた。
朱元璋は、常遇春が襄陽を占領したのを機に、鄧愈に襄陽の統治を命じた。朱元璋は命令書で「鄧愈よ、襄陽を守備し、法令を厳守せよ。山中の砦から帰順する者や兵民の戸籍を整備し、下級将校には屯田兵として耕作と戦闘を両立させよ。開墾し、民を愛し、軍紀を守らせ、諸将から慕われるように勤め、今はまだ虎口のような軍を慈母のように変えよ。私は汝を城の如く頼っている。汝もそれに答えるよう勉めよ」と訓示し、鄧愈もこれに応えた。至正27年（1367年）、建御史台右御史大夫に任じられる。翌洪武元年（1368年）、明建国の年、太子諭徳を兼務する。

## 北伐参加と、チベット攻略
北伐に際しては征戍将軍に任じられ、襄・漢の兵を率いて南陽（河南省南陽市）以北の未占領地を攻略した。唐州（河南省駐馬店市泌陽県）・南陽に進攻、逃げる元軍を瓦店（河南省南陽市宛城区瓦店鎮）で破り、史国公ら26人を捕らえた。さらに東北に軍を進め、随・葉（河南省平頂山市葉県）・舞陽（河南省漯河市舞陽県）・魯山（河南省平頂山市魯山県）を占領した。牛心・光石・洪山の敵拠点を攻め、均州・房州・金州・商州の地を占領した洪武2年（1369年）、元は中華の地を捨てて北方に逃れ、以後北元と呼ばれるようになる）。洪武3年（1370年）、大将軍徐達と共に征虜左副将軍として定西（甘粛省定西市）攻略に従軍し、ココ・テムルを敗走させる。さらに別働隊を率いて河州（甘粛省臨夏回族自治州臨夏県）を占領、チベット（吐蕃）の諸酋長を降伏させた。さらに黄河上流を西に進み、黒松林で敵を破る。さらに河州西方の朶甘（チベット自治区チャムト東部）・烏斯蔵の諸部族を従わせた。甘粛西北数千里を行軍して帰還した。後にその功により、開国輔運推誠宣力武臣・栄禄大夫・右柱国・衛国公・参軍国事に任じされ、禄3千石を与えられた。

## 晩年
洪武4年（1371年）、明軍の蜀（四川省）攻略の際は、襄陽で兵の鍛錬と兵站を命じられる。洪武5年（1372年）、辰州・澧州の諸蛮が反乱したため、征南将軍に任じられ、周徳興・呉良と共に平定を命じられる。鄧愈は楊璟・黄彬を従えて澧州（湖南省常徳市澧県）に出撃し、48洞の敵を破って反乱軍を鎮圧した。洪武6年（1373年）、右副将軍に任じられ、徐達に従って西北に従軍した。洪武10年（1377年）、吐蕃の川蔵で反乱が起こったため、征西将軍として沐英を副将軍に従え、鎮圧に向かった。軍を3つに分け、崑崙山脈で敵兵1万を斬り、馬牛羊十余万を捕獲し、拠点に兵を残して帰還する際、道中で病を得て寿春（安徽省淮南市寿県）の地で数え41歳で死んだ。寧河王に追封され、武順と諡された。